# Непомнящий Олександр Євгенович
Олекса́ндр Євге́нович Непо́мнящий (рос. Александр Евгеньевич Непомнящий; 16 лютого 1968, Ковров - 20 квітня 2007, Іваново) — російській поет, пісняр та рок-музикант.

## Біографія
Олександр Непомнящий народився 16 лютого 1968 року в місті Ковров.
На початку 1990-х став лауреатом фестивалю «Оскольская лира» і з того часу був незмінним членом журі.
Після публікації перших пісень стає однією із знакових постатей у російській контркультурі. Був членом Націонал-більшовицької партії, через це йому присвячена глава «Книге мёртвых 2» одного з лідерів цієї партії - Едуарда Лимонова. У піснях Непомнящего іноді зустрічається тема діяльності Націонал-більшовицької партії та самого Лимонова. 
З весни 2004 року Непомнящий страждав від гліобластоми — злоякісної пухлини головного мозку. У Москві та інших містах проходили благодійні акції, на яких збиралися гроші на лікування. Музикант переніс операцію на початку червня 2004; потім відбувся рецидив і ще одну операцію йому зробили 16 жовтня 2005 року.

#### В Україні
Олександр Непомнящий проводив свої концерти навіть в України. Організовувати деякі концерти допомогала про-російська партія «Руський блок».

### Смерть
Помер в місті Іваново 20 квітня 2007 року на 40-му році життя. Був відпетий у храмі рідного міста Ковров, та в цьому ж місті похований на Троїцько-Микільському цвинтарі. 

## Творчість, погляди
Олександр Тарасов, який особисто знав Непомнящего публіцист лівого спрямування, писав про нього:
| | <nowiki>Це унікальне явище. Десятки, якщо не сотні тисяч підлітків (і не тільки підлітків) по всій країні захоплюються піснями, котрі ні разу не транслювалися ні по TV, ні по радіо! Непомнящий — страшенно талановитий. Подібно до Башлачова, він поєднує у своїй музиці російську національную традицію з традиціею західного року. На одній акустичній гітарі він створює такі блюзи („Песня Юных Дружинников“), що куди там Бі Бі Кінгу! Непомнящий — єдиний з наших рокерів, хто виконує справжній, неспрощений реггей — вірші на російській мові. Оригінальний текст (рос.) Это уникальное явление. Десятки, если не сотни тысяч подростков (и не только подростков) по всей стране тащатся от песен, которые ни разу не транслировались ни по TV, ни по радио! Непомнящий — страшно талантлив. Подобно Башлачёву, он сочетает в своей музыке русскую национальную традицию с традицией западного рока. На одной акустической гитаре он лабает такие блюзы („Песня Юных Дружинников“), что куда там Би Би Кингу! Непомнящий — единственный из наших рокеров, кто исполняет подлинный, неупрощенный реггей — на стихи на русском языке. |
| — Олександр Миколайович Тарасов, https://web.archive.org/web/20180325171356/http://saint-juste.narod.ru/mtimes.htm | |

Тарасов виділяє такі пісні як "Убей Янки", "Всем, Кто Любит Вавилон", "Конец Русского Рок-н-Ролла", відзначаючи в них наявність "класового чуття" та жорсткої сатири на російський капіталізм.
Однак до останньої творчості пісняря той же Тарасов уже ставився критично: «Непомнящий чим далі, тим все більше займається самоповторами і переписуванням себе раннього, агресивно-бунтарського, в розслаблено-православному ключі». Відповідаючи на відкритий лист Непомнящего, Тарасов звинуватив барда у сповзанні до фашизму.

## Дискографія

### Номерні альбоми
- «Новые похождения А. И. Свидригайлова: 1968—1994», 1994 (Bull Terrier Records, 2019)
- «Под тонкой кожей» (збірник ранніх пісен), 1995
- «Экстремизм», 1995
- «Темная сторона любви», 1996
- «Полюс» (за участю музичного гурту «Кранты»), 1997
- «Земляника» (1 и 2 частини), 1999 (Bull Terrier Records, 2019)
- «Поражение», 2000 (Выргород, 2010)
- «Зерно» (неофіційний), 2000
- «Зеленые холмы» (неофіційний), 2001
- «Хлеб Земной» (Взыскание погибших), 2003 (Выргород, 2015)
- «Я потом расскажу тебе, Родина…», 2003 (Выргород, 2022)

### Аудіозаписи
- «Разжигатели» (спільний концерт Непомнящего й Подорожного)
- «Квартирник с С. Калугиным у Radagast’a», 6 августа 2000
- «Концерт в Волгограде», 18 января 2002
- «Квартирник у Radagast’a», 2001
- «Квартирник у Radagast’a» (там де Олександр Непомнящий співає чужі пісні), 1999
- «Ранние песни — сборник», 2002
- «Концерт в Музее Маяковского», 2003

### Триб'юти
- «Песни Александра Непомнящего "Tribute 1"», 2014 (Выргород)
- «Память Непомнящего», 2024 (Ionoff Music)

### Відеозаписи
- Санкт-Петербург. Клуб Орландина. 9 февраля 2003

### Інтерв'ю
Інтерв'ю журналу «ФАНограф»
Інтерв'ю на сайті «Наш неформат» Архівна копія від 27 вересня 2007 на Wayback Machine
Інтерв'ю газеті «Завтра»
Інтерв'ю агенції «Росбалт-Юг»
Інтерв'ю газеті «Новости Оскола»
Інтерв'ю журналу «Иначе» Архівна копія від 4 серпня 2007 на Wayback Machine

### Про нього
a_nepomnyashy — спільнота шанувальників Олександра Непомнящего
ru_nepomn — спільнота пам'яті музиканта
в «Новотеке»
Стенограма передачі на «Радио-Пик» Архівна копія від 20 травня 2007 на Wayback Machine
Борис Усов. «Крест под гимнастёркой» Пам'яті Олександра Непомнящего Архівна копія від 28 листопада 2014 на Wayback Machine // «Завтра», № 21 (705) от 23.05.2007
- Марія Махова: «На смерть друга»
- Олександр Тарасов. Чорний кіт на червоному тлі Архівна копія від 1 жовтня 2007 на Wayback Machine // Жовтень, № 10, 1998 р.
- Олександр Тарасов. «Каждому по вере пить из теплой лужицы…» Письмо Олександру Непомнящему Архівная копія от 23 вересня 2010 на Wayback Machine
- Анатолій Обидєнкін. «Произвольная космонавтика. Время колокольчиков, version 2.0». Архівна копія від 29 березня 2012 на Wayback Machine Рязань: Край, 2006, 360 с.
- Анатолій Обидєнкін. Поет бронзового віку / / Нова газета - Рязань. 20 січня 2004 р.
- Easy listening for the hard of hearing Архівна копія від 27 квітня 2007 року на Wayback Machine Стаття Михайла Сергійовича Вербицького про участь Непомнящего у конференції «Про-Контра».
- Сандалів Фелікс. Формейшен. Історія однієї сцени. — М. : Common place, 2016 — С. 576 — ISBN 978-99980-0010-0.